# Persone di nome Abdul
| Questa pagina contiene informazioni ricavate automaticamente dalle voci biografiche con l'ausilio del template Bio e di un bot. L'aggiornamento è periodico e automatico e ricostruisce completamente la pagina. Se manca una persona in questa lista, sei pregato di non aggiungerla, ma accertati piuttosto che la sua voce biografica contenga il template Bio e che i dati anagrafici siano correttamente compilati. Se il template Bio manca, inseriscilo tu stesso o, in alternativa, metti l'avviso {{tmp\|Bio}} che ne segnala la mancanza. Se i dati riportati sono sbagliati, correggi direttamente la voce biografica; le modifiche saranno visibili in questa lista entro pochi giorni. Per chiarimenti vedi il progetto antroponimi. La lista contiene solo le 108 persone che sono citate nell'enciclopedia e per le quali è stato implementato correttamente il template Bio. Pagina aggiornata al 16 ott 2024. |

Questa è una lista di persone presenti nell'enciclopedia che hanno il prenome Abdul, suddivise per attività principale.

## Allenatori di calcio(1)
- Abdul Ghani Shahad, allenatore di calcio e ex calciatore iracheno (Najaf, n. 1968)

## Atleti(2)
- Abdul Aziz, atleta pakistano (n. 1924 - † 1996)
- Abdul Rehman, atleta pakistano (n. 1929)

## Atleti paralimpici(1)
- Abdul Latif Romly, atleta paralimpico malaysiano (Kangar, n. 1997)

## Attivisti(1)
- Abdul Rahman, pacifista afghano (Kabul, n. 1965)

## Attori(4)
- Abdul Ayoola, attore nigeriano (Nigeria, n. 1965)
- Abdul Salaam El Razzac, attore statunitense (Cleveland, n. 1944 - † 2018)
- Salman Khan, attore indiano (Indore, n. 1965)
- Abdul Salis, attore britannico (Londra, n. 1979)

## Calciatori(41)
- Malik Abubakari, calciatore ghanese (Accra, n. 2000)
- Abdul Karim Ahmed, ex calciatore ghanese (Accra, n. 1980)
- Abdul Ajagun, calciatore nigeriano (Port Harcourt, n. 1993)
- Abdul Malek Al Anizan, calciatore siriano (n. 1989)
- Abdul Aziz Al-Marzouk, ex calciatore saudita (n. 1975)
- Abdul Salam Al-Mukhaini, calciatore omanita (Oman, n. 1988)
- Abdul Al-Razgan, ex calciatore saudita (n. 1970)
- Abdul Al-Rozan, ex calciatore saudita (Riyad, n. 1966)
- Abdul Baset Al-Sarout, calciatore siriano (Homs, n. 1992 - † 2019)
- Abdul Awudu, calciatore ghanese (Techiman, n. 2001)
- Abdul Aziz, ex calciatore pakistano (Karachi, n. 1986)
- Abdul Rahman Baba, calciatore ghanese (Tamale, n. 1994)
- Abdul Bangura, ex calciatore sierraleonese (Freetown, n. 1986)
- Abdul Carrupt, ex calciatore svizzero (Savièse, n. 1985)
- Razack Cissé, calciatore ivoriano (n. 1998)
- Abdul Thompson Conteh, ex calciatore sierraleonese (n. 1970)
- Abdul Fatawu Dauda, ex calciatore ghanese (Obuasi, n. 1985)
- Abdul Diallo, ex calciatore burkinabé (Ouagadougou, n. 1985)
- Bill Hamid, calciatore statunitense (Annandale, n. 1990)
- Abdul Fatawu Issahaku, calciatore ghanese (Tamale, n. 2004)
- Abdulsalam Jumaa, ex calciatore emiratino (Abu Dhabi, n. 1979)
- Karim Kamanzi, ex calciatore ruandese (Kigali, n. 1979)
- Abdul Kader Keïta, ex calciatore ivoriano (Abidjan, n. 1981)
- Kader Keïta, calciatore ivoriano (n. 2000)
- Abdul Khalili, calciatore svedese (Helsingborg, n. 1992)
- Abdul Nurudeen, calciatore ghanese (Accra, n. 1999)
- Abdul Kadiri Mohammed, calciatore ghanese (Obuasi, n. 1996)
- Abdul Zakaria Mugees, calciatore ghanese (n. 2001)
- Karim Nizigiyimana, calciatore burundese (Bujumbura, n. 1989)
- Razak Nuhu, ex calciatore ghanese (Tamale, n. 1991)
- Abdul Osman, calciatore ghanese (Accra, n. 1987)
- Abdul Rahman Oues, calciatore greco (Atene, n. 1998)
- Abdul Rahman Mahmoud, ex calciatore qatariota (n. 1976)
- Abdul Razak, calciatore ivoriano (Bouaké, n. 1992)
- Achille Rouga, ex calciatore beninese (n. 1987)
- Abdul Rwatubyaye, calciatore ruandese (Kigali, n. 1996)
- Fatawu Safiu, calciatore ghanese (Techiman, n. 1994)
- Abdusalam Mohammed, calciatore emiratino (Al-'Ayn, n. 1992)
- Abdul Tetteh, calciatore ghanese (Dansoman, n. 1990)
- Majeed Waris, calciatore ghanese (Tamale, n. 1991)
- Abdul Zubairu, calciatore nigeriano (Kaduna, n. 1998)

## Cestisti(6)
- Alade Aminu, cestista statunitense (Atlanta, n. 1987)
- Abdul Fox, ex cestista statunitense (New York, n. 1971)
- Abdul Gaddy, cestista statunitense (Tacoma, n. 1992)
- Abdul Jeelani, cestista statunitense (Bells, n. 1954 - Racine, † 2016)
- Josh Pittman, ex cestista statunitense (Winston-Salem, n. 1976)
- Abdul Shamsid-Deen, ex cestista statunitense (New York, n. 1968)

## Cosmonauti(1)
- Abdul Ahad Momand, cosmonauta afghano (Ghazni, n. 1959)

## Criminali(1)
- Abdul Khaliq Hazara, criminale afghano (Kabul, n. 1916 - Kabul, † 1933)

## Discoboli(1)
- Abdul Buhari, discobolo britannico (Kano, n. 1982)

## Filantropi(1)
- Abdul Sattar Edhi, filantropo pakistano (Bantwa, n. 1928 - Karachi, † 2016)

## Generali(2)
- Abdul Rashid Dostum, generale e politico afghano (Khwaja Du Koh, n. 1954)
- Abdul Qadir, generale, politico e rivoluzionario afghano (Herat, n. 1944 - Kabul, † 2014)

## Giocatori di calcio a 5(1)
- Abdul Al-Owais, ex giocatore di calcio a 5 saudita (n. 1971)

## Giocatori di football americano(1)
- Abdul Salaam, giocatore di football americano statunitense (New Brockton, n. 1953 - † 2024)

## Giornalisti(1)
- Abdul Qadir, giornalista e islamista pakistano (Ludhiana, n. 1874 - Lahore, † 1950)

## Hockeisti su prato(2)
- Abdul Hamid, hockeista su prato pakistano (Bannu, n. 1927 - Rawalpindi, † 2019)
- Abdul Waheed Khan, hockeista su prato pakistano (Rajpur, n. 1936 - † 2022)

## Ingegneri(1)
- Abdul Qadeer Khan, ingegnere pakistano (Bhopal, n. 1936 - Islamabad, † 2021)

## Maratoneti(1)
- Abdul Baser Wasiqi, maratoneta afghano (Amburgo, n. 1975)

## Mistici(1)
- Abd al-Karim al-Jili, mistico iraniano (n. 1366 - † 1403)

## Pallanuotisti(1)
- Abdul Reza Majdpour, pallanuotista iraniano (Teheran, n. 1952)

## Parolieri(1)
- Sahir Ludhianvi, paroliere e poeta indiano (Ludhiana, n. 1921 - Mumbai, † 1980)

## Politiche(1)
- Abdul Rahman Anjan Umma, politica singalese (Sri Lanka, n. 1955)

## Politici(12)
- Abdul Qadir Bajamal, politico yemenita (Sana'a, n. 1946 - Dubai, † 2020)
- Abdul Ghani Baradar, politico afghano (Weetmak, n. 1968)
- Abdul Hamid Mohammed Dbeibeh, politico e imprenditore libico (Misurata, n. 1958)
- Abdul Ghaffar Khan, politico pakistano (Charsadda, n. 1890 - Peshawar, † 1988)
- Abdul Rahman Ghassemlou, politico iraniano (Urmia, n. 1930 - Vienna, † 1989)
- Abdul Rahim Hatif, politico afghano (Kandahar, n. 1926 - Alphen aan den Rijn, † 2013)
- Abdul Magid Kubar, politico libico (Tripoli, n. 1909 - † 1988)
- Abdul Ali Mazari, politico afghano (Distretto di Chahar Kint, n. 1947 - Ghazni, † 1995)
- Abdul Latif Rashid, politico iracheno (Sulaymaniyya, n. 1944)
- Abdul Rahim Wardak, politico afghano (Vardak, n. 1945)
- Abdul Hamid Zangeneh, politico iraniano (Kermanshah, n. 1899 - Teheran, † 1951)
- Abdul Ati al-Obeidi, politico e diplomatico libico (n. 1939 - Tripoli, † 2023)

## Principi(3)
- Abdul Reza Pahlavi, principe iraniano (Teheran, n. 1924 - Florida, † 2004)
- Abdul Malik bin Sa'ud Al Sa'ud, principe e filantropo saudita (Riyad, n. 1953 - † 2005)
- Abdul Wakeel Bolkiah, principe bruneiano (Bandar Seri Begawan, n. 2006)

## Registi(1)
- Latif Ahmadi, regista cinematografico afghano (Kabul, n. 1950)

## Scacchisti(1)
- Saleh Salem, scacchista emiratino (Sharjah, n. 1993)

## Scrittori(1)
- Abdul Rachim Achverdov, scrittore azero (Şuşa, n. 1870 - Baku, † 1933)

## Sollevatori(1)
- Abdul Wahid Aziz, sollevatore iracheno (Bassora, n. 1931 - Baghdad, † 1982)

## Sovrani(7)
- Abdul Jalil di Perak, sovrano malese (n. 1869 - Kuala Kangsar, † 1916)
- Abdul Aziz di Perak, sovrano malese (Teluk Intan, n. 1887 - Kuala Kangsar, † 1948)
- Abdul Samad di Selangor, sovrano malese (Bukit Melawati, n. 1804 - Kuala Langat, † 1898)
- Abdul Jalil Shah I di Johor, sovrano malese (Kota Panjor, † 1571)
- Abdul Jalil Shah III di Johor, sovrano malese (Kuala Pahang, † 1677)
- Abdul Jalil Rahmat Shah di Johor, sovrano malese (Minangkabau - † 1746)
- Hamid II di Pontianak, sovrano indonesiano (Pontianak, n. 1913 - Giacarta, † 1978)

## Storici(1)
- Abdul Hamid Lahori, storico e viaggiatore indiano (Lahore - Agra, † 1659)

## Sultani(1)
- Abdul Aziz, sultano ottomano (Istanbul, n. 1830 - Palazzo Feriye, † 1876)

## Velocisti(6)
- Abdul Karim Amu, velocista e dirigente sportivo nigeriano (Lagos, n. 1933 - Lagos, † 2010)
- Iswandi, velocista indonesiano (n. 1991)
- Abdul Khaliq, velocista pakistano (n. 1933 - Rawalpindi, † 1988)
- Abdul Malik, ex velocista pakistano (n. 1939)
- Abdul Hakim Sani Brown, velocista giapponese (Kitakyūshū, n. 1999)
- Abdul Wahab Zahiri, velocista afghano (n. 1992)

## Senza attività specificata(1)
- Abdul Aziz Hotak († 1717)